# 산기상시
산기상시(散骑常侍)는 한국과 중국에 존재했던 관직이다.

## 한국
고려 중서문하성(中書門下省)의 정3품 관직이었으며, 낭사(郎舍) 중에서 지위가 제일 높았다. 좌우상시(左右常侍) 등의 명칭으로도 불렸다.